# Preston megye
Preston megye az Amerikai Egyesült Államokban, azon belül Nyugat-Virginia államban található. Megyeszékhelye és legnagyobb városa Kingwood. Lakosainak száma 34 216 fő (2020. április 1.). Preston megye Fayette, Garrett, Tucker, Grant, Barbour, Taylor és Monongalia megyékkel határos.

## Népesség
A megye népességének változása:
| Lakosok száma | 33 556 | 33 643 | 33 940 | 33 859 | 33 940 | 34 216 |
|               | 2010   | 2011   | 2012   | 2013   | 2015   | 2020   |